# Шеин, Иван Ильич
Иван Ильич Шеин (9 сентября 1889 — март 1970) — партийный работник, член Обской группы РСДРП, участник организации подпольной типографии, кавалер ордена Ленина (1967).

## Биография
Иван Ильич Шеин родился 9 сентября 1889 года в деревне Старыгино Вязникского уезда Владимирской губернии в семье ткача.
В 1904 году в поисках работы переехал в Новониколаевск (совр. Новосибирск), где устроился в торговую лавку Кетова, которая располагалась возле собора Александра Невского на Николаевском проспекте.
Весной 1905 году начал работать в винном погребе Ю. Козлова на Вокзальной улице, в этот же период года он познакомился с Василием Шамшиным, который представил его своей семье, после чего Шеин стал часто приходить в дом Шамшиных на Логовскую улицу, где постепенно организовался один из городских молодёжных кружков, здесь собиралась молодые люди, работники железнодорожного депо, пели народные песни, читали художественную литературу.
Через некоторое время Василий Шамшин стал доверять Шеину и взял его в железнодорожный клуб на открытое собрание рабочих и служащих, которое было посвящено Первомайскому празднику, на собрании выступали социал-демократы, призывавшие к свержению царской власти. Затем было организовано шествие рабочих, которое было разогнано казаками.
Василий Шамшин стал приглашать Шеина и на другие нелегальные мероприятия, которые, как правило, устраивались, за Второй Ельцовкой (реже — на противоположном берегу Оби), через некоторое время организаторы массовок стали ему доверять и поручали переноску запрещённой литературы, расклейку нелегальных листовок в привокзальной части Новониколаевска.
Летом 1905 года Василий Шамшин познакомил его с членом Обской группы РСДРП Андреем Полторыхиным (кличка — Каменотёс), с ним и другими товарищами они вскоре встретились на загородной прогулке за Сухарным заводом, где проходила учебная стрельба. Потом Шеин вступил в «один из пятков» боевой дружины, получив револьвер.
В январе 1906 года вступил в РСДРП.
В апреле 1906 года он встретился на квартире Шамшиных с Иваном Шамшиным, братом Василия, и ещё двумя товарищами, ему предложили осуществить специальное задание Обской группы — создать точку для получения, хранения и последующего распространения различной запрещённой литературы и прокламаций. Вскоре такой пункт появился на Вокзальной площади Новониколаевска, он был замаскирован под палатку по продаже кваса и хлеба.

Итак, я торгую хлебом и квасом. Отсюда и возникла моя партийная кличка Буржуй. Внизу, под ларьком, находилось небольшое углубление для хранения кваса, а рядом — другая ямка с вкопанным в неё ящиком, который время от времени заполнялся и освобождался от специального груза, — здесь находился склад нелегальной литературы.— И. И. Шеин
Шеин получал от определённых лиц литературу и выдавал её по указанию для распределения по Новониколаевску, на станции и в депо. Иногда он сам забирал у фельдшера в Переселенческом пункте нелегальный товар, который тайно доставлялся туда вместе с медикаментами.
Пункт по распределению нелегальной литературы просуществовал четыре месяца, но 9 августа 1906 года полиция провела массовые обыски торговых ларьков Новониколаевска, правоохранительные органы искали незаконно продававшийся солдатам спирт и обнаружила нелегальную точку Шеина, после чего он был арестован. Однако уже в апреле 1907 года вышел на свободу (взят на поруки).
Потом он работал некоторое время в Бердске, затем переехал в Центральную Россию, но в конце 1907 года снова вернулся в Новониколаевск.
В феврале 1908 года был вновь арестован и приговорён на вечное поселение в Восточной Сибири. Отбывал ссылку в Черемхово и Тырети (Иркутская губерния), занимался пропагандой среди шахтёров.
В марте 1917 года стал руководителем Тыретской сельхозкоммуны, волостной Совет.
Был делегатом I и II съездов Советов Сибири, Шеин избирался в члены Центросибири.
С 1918 года был участником партизанского движения в Прибайкалье.
В 1920 году стал Амурским губ. продкомиссаром и товарищем (заместителем) министра продовольствия и торговли в ДВР.
С 1922 года работал в Москве.
В 1924 году стал секретарём парткома всех советских учреждений в Берлине.
С 1955 года Шеин стал пенсионером союзного значения.
Похоронен на Новодевичьем кладбище (Новая территория, Колумбарий, секция 133).

## Награды
В 1967 году награждён орденом Ленина.